# 해로운 마음
해로운 마음(팔리어: akusalacittāni, akusala citta, 영어: unwholesome consciousness) 또는 욕계의 해로운 마음은 특히 상좌부의 교학과 아비담마에서 사용하는 용어로, 해로운 업 즉 불선(不善)한 업을 쌓아 현세와 내세에 나쁜 과보 즉 마음에 들지 않는 과보 즉 괴로운 느낌[苦受] 또는 슬픈 느낌[憂受] 또는 불만족의 느낌[憂受]을 일으키는 과보를 가져오는 다음의 3종류의 총 12가지의 마음을 말한다.
- 탐욕에 뿌리박은 마음 8가지
- 성냄에 뿌리박은 마음 2가지
- 어리석음에 뿌리박은 마음 2가지

욕계 · 색계 · 무색계의 3계 중 오직 욕계에만 불선 즉 해로움이 존재하기 때문에 '욕계의'라는 단어를 생략한 '해로운 마음'이라는 용어를 전통적으로 사용한다. 욕계 · 색계 · 무색계의 3계 중 욕계는 선(善, 유익함) · 불선(不善, 해로움) · 무기(無記, 유익하지도 해롭지도 않음)의 세 가지가 모두 있으며, 색계와 무색계에는 선과 무기만 존재한다.
해로운 마음은 다음의 분류 또는 체계에 속한다.
- 욕계 · 색계 · 무색계 · 출세간에 속한 총 89가지 마음 또는 총 121가지 마음
  - 욕계 마음 54가지[2]
    - 욕계의 해로운 마음  12가지, 즉, 욕계의 불선(不善)한 마음 12가지
    - 욕계의 원인 없는 마음 18가지, 즉, 욕계의 무기(無記)의 마음 18가지
    - 욕계의 아름다운 마음 24가지, 즉, 욕계의 선(善)한 마음과 선에 귀속시킬 수 있는 무기의 마음을 합한 24가지

## 해로운 마음 12가지
- 탐욕에 뿌리박은 마음 8가지[3][4]
  1. 기쁨[喜受]이 함께한, 사견(邪見)과 결합한, 자극받지 않은 마음
  2. 기쁨[喜受]이 함께한, 사견(邪見)과 결합한, 자극받은 마음
  3. 기쁨[喜受]이 함께한, 사견(邪見)과 결합하지 않은, 자극받지 않은 마음
  4. 기쁨[喜受]이 함께한, 사견(邪見)과 결합하지 않은, 자극받은 마음
  5. 평온[捨受]이 함께한, 사견(邪見)과 결합한, 자극받지 않은 마음
  6. 평온[捨受]이 함께한, 사견(邪見)과 결합한, 자극받은 마음
  7. 평온[捨受]이 함께한, 사견(邪見)과 결합하지 않은, 자극받지 않은 마음
  8. 평온[捨受]이 함께한, 사견(邪見)과 결합하지 않은, 자극받은 마음
- 성냄에 뿌리박은 마음 2가지
  1. 불만족[憂受]이 함께한, 적의[瞋]와 결합한, 자극받지 않은 마음
  2. 불만족[憂受]이 함께한, 적의[瞋]와 결합한, 자극받은 않은 마음
- 어리석음에 뿌리박은 마음 2가지
  1. 평온[捨受]이 함께한, 의심[疑]과 결합한 마음
  2. 평온[捨受]이 함께한, 들뜸[掉擧]과 결합한 마음

해로운 마음은 탐(탐욕) · 진(성냄) · 치(어리석음)의 3독 즉 3불선근의 각각을 직접적 근거(뿌리) 또는 주된 근거로 발생하는 마음이다. 달리 말해, 탐을 직접적 원인으로 하는 마음, 진을 직접적 원인으로 하는 마음, 치를 직접적 원인으로 하는 마음을 통칭한다. 탐진치 중에서 치 즉 무명은 모든 해로운 마음에 항상 존재하는데, 탐욕에 뿌리박은 마음(탐을 직접적 원인으로 하는 마음)과 성냄에 뿌리박은 마음(진을 직접적 원인으로 하는 마음)에서는 간접적인 원인 또는 보조적인 원인 또는 멀리 있는 원인 또는 보다 근본적인 원인에 해당한다. 그리고 어리석음에 뿌리박은 마음(치를 직접적 원인으로 하는 마음)은 탐욕이나 성냄을 동반하지 않는 오로지 어리석음만을 직접적 원인으로 한다.
또한, 모든 마음은 반드시 느낌(수, 5수)을 동반한다. 탐욕에 뿌리박은 마음은 정신적 기쁨(희수)이나 정신적 무덤덤함(불고불락수, 사수, 평온) 중의 하나를 언제나 동반하고 때로는 신체적 기쁨(낙수)을 동반한다. 성냄에 뿌리박은 마음은 정신적 불만족(우수, 슬픔)를 언제나 동반하고 때로는 신체적 괴로움(고수, 통증)을 동반한다. 어리석음에 뿌리박은 마음은 언제나 정신적 무덤덤함(불고불락수, 사수, 평온), 즉, 기쁨이라고도 슬픔(불만족)이라고도 할 수 없는 느낌을 동반한다.